# 仏祖歴代通載
『仏祖歴代通載』（ぶっそ れきだい つうさい）は、中国で編纂された、古代より元統元年（1333年）に及ぶ仏教編年史書である。撰者は元代の梅屋念常。全22巻。

## 概要
本書の巻頭にある、1344年の覚岸序によれば、撰者の梅屋念常は、諸方を遊歴して仏教史蹟を踏査している。その結果、従来の仏教史書に不十分な点が見られ、諸宗派の伝承、歴代の宰相や顕官による外護のあり様や、禅宗の伝灯に注意が払われていない点などに気づいた、という。また、1269年に編纂された『仏祖統紀』であっても、なおその体裁に歴史書として欠けるものがある、という。その結果、20年余にわたって困苦の末に完成したのが、本書である、としている。
覚岸の序などでは、このように述べてはいるが、実際は、陳垣がその著書で指摘する通り、本書の内容は、隆興2年（1164年）に著述された『隆興仏教編年通論』29巻の内容を完全に踏襲している。よって、本書中の五代までの叙述は、その抄出でしかない。
よって、本書の特色となる部分は、その巻18より以降の宋代と元代の部分、5巻分である。但し、その叙述には、編年体の記述法から言えば、逸脱した箇所も多々見受けられる。

## 撰者・梅屋念常
本書の撰者である梅屋念常（1282年 - ?）は、松江府華亭県の出身。嘉興の大中祥符禅寺に住した臨済宗大慧派に属する禅僧である。晦機元煕（1238年 - 1319年）の門弟である。

## 刊本
- 慶長17年（1612年）、和刻本（活字本） - 龍谷大学図書館蔵本
- 『仏祖歴代通載略釈』 - 無著道忠撰の、注解書
- 『縮冊大蔵経』『大日本続蔵経』所収本 - 全36巻
- 『大正新脩大蔵経』所収本 - 全22巻